# Премія Веббі
Премія Веббі (англ. Webby Awards) — нагорода, якою Міжнародна академія комп'ютерних мистецтв і наук щорічно нагороджуює  найкращі вебсайти, інтернет-реклами, мережеві відеоролики, сервіси і сайти для мобільних телефонів. Премію Веббі засновано в 1996 році.
Відбирають роботи відомі і компетентні персони світового Інтернету. Серед них музикант Девід Боуї, творець мультиплікаційного серіалу  «Сімпсони» Метт Грейнінг, генеральний директор Real Networks Роб Глейзер і ще понад 550 експертів, що входять до Міжнародної академії комп'ютерних мистецтв та наук (IADAS). У 2006 році члени журі та учасники народного голосування обирали номінантів і лауреатів серед майже 8000 робіт з 60 країн світу. Критеріями відбору проектів є: зручність структури і навігації, візуальний дизайн, функціональність, цілісність і успішність.
Переможцями премії Веббі в різні роки ставали проекти, що лідирують у своїх сегментах мережі: Amazon, eBay, Yahoo!, iTunes, Google, BBC, CNN, Wikipedia, YouTube. Іноді премію називають «інтернет-Оскаром».
Премія Веббі відкрита для всіх організацій і людей, що мають відношення до дослідження і проектування, створення, інформаційного та маркетингового розвитку сайтів, інтерактивної реклами, сервісів для мобільних телефонів і відеороликів, а також їх власників і шанувальників.

#### Ресурси Інтернету
- Інтернаціональний сайт Премії Веббі (англ.)
- Офіційний сайт
- Webby Awards at YouTube